# Арапахо (окръг)
Окръг Арапахо (на английски: Arapahoe County) е окръг в щата Колорадо, Съединени американски щати. Площта му е 2085 km², а населението - 643 052 души (2017). Административен център е град Литълтън.

## Градове
- Грийнуд Вилидж
- Калъмбайн Вали
- Чери Хилс Вилидж